# Predator – Upgrade
Predator – Upgrade (Originaltitel The Predator) ist ein US-amerikanischer Action- und Horrorfilm von Shane Black, der Elemente von Action-, Horror- und Science-Fiction-Filmen kombiniert und am 14. September 2018 in die US-amerikanischen Kinos kam. In Deutschland erschien er bereits einen Tag früher. Der Film ist im gleichen fiktiven Universum angesiedelt wie Predator aus dem Jahr 1987.

## Handlung
Während eines verdeckten Einsatzes der U.S. Army zur Geiselbefreiung in einem lateinamerikanischen Land stürzt in unmittelbarer Nähe ein Raumschiff ab. Der Scharfschütze Quinn McKenna überlebt die anschließende Auseinandersetzung mit dem Predator als Einziger und nimmt dessen Helm, eine Art Kampfhandschuh bzw. Unterarmschiene, sowie sein Tarngerät an sich. Da er sich in einem fremden Land aufhält, keinen Kontakt zu seinen Vorgesetzten aufnehmen kann und befürchtet, diese Teile nicht regulär über die Grenze zu bekommen, schickt er Helm und Kampfhandschuh als Paket an seine Privatadresse. Dort nimmt sein autistischer und hochbegabter Sohn Rory das Paket entgegen und untersucht anschließend die beiden Teile. Dabei entdeckt der Junge unter anderem eine Art holografischer Karte, auf der eine Position markiert ist.
Inzwischen wurde das Wrack des Raumschiffs vom Militär geborgen, in einen geheimen Stützpunkt gebracht und die Wissenschaftlerin Dr. Casey Bracket als Beraterin hinzugezogen. Während der Untersuchung erwacht der Predator und tötet einen Großteil des Personals. Dr. Bracket verschont er jedoch, da diese gerade vollkommen nackt und unbewaffnet ist. McKenna wurde inzwischen zu dem Vorfall befragt und soll nun in eine spezielle psychiatrische Einrichtung in eben diesem geheimen Stützpunkt gebracht werden, um den Vorfall vor der Öffentlichkeit zu verbergen. Er befindet sich gerade mit anderen psychisch auffälligen ehemaligen Soldaten im Gefangenenbus auf dem Weg dorthin, als der Vorfall im Labor geschieht und der Predator ausbricht. Die Soldaten verbünden sich und überwältigen ihre Bewacher. Bracket, die den Predator mit einem Betäubungsgewehr verfolgt, läuft ihnen über den Weg. Alle zusammen suchen anschließend Unterschlupf im Haus von McKenna.
Dort finden sie jedoch nur McKennas Frau Emily vor und weder den Helm noch den Sohn. Rory ist nämlich anlässlich von Halloween mit dem Helm unterwegs, um Süßigkeiten einzusammeln. Die Gruppe macht sich auf die Suche und findet den Sohn, kurz bevor er vom Predator aufgespürt wird. Nach einem kurzen Geplänkel in einer geschlossenen, nahegelegenen Schule übergeben sie dem Predator das Bedienelement der Kampfausrüstung. Dieser wird jedoch kurz darauf von einem größeren Predator getötet, der eine „gestohlene Fracht“ sucht.
Der Regierungsbeauftragte Traeger äußert die Vermutung, dass der kleinere Predator wohl etwas gestohlen hat und dass der größere daher geschickt wurde, um das Gestohlene zurückzuholen und den Dieb zu eliminieren. Dr. Bracket vermutet, dass der größere Predator eine genetische Weiterentwicklung ist und dass das Asperger-Syndrom, von dem Rory betroffen ist, ebenfalls eine Weiterentwicklung sein könnte. Wohl scheint überhaupt die Absicht aller Besuche der Predators das Sammeln und Experimentieren mit der DNA unterschiedlicher Arten zu sein, um sich selbst zu verbessern. Dies würde erklären, warum sie immer den Kopf und die Wirbelsäule der Beute mitnehmen und sich vor allem immer die Stärksten einer Spezies aussuchen würden.
Während sich alle an dem Ort versammeln, der auf der Karte im Helm markiert war, also wo sich die gestohlene Fracht befindet, bestätigt ihnen der Predator, dass er tatsächlich ein Auge auf den hochbegabten Rory geworfen hat. Dieser zeigt sich im Umgang mit der Alientechnologie sehr geschickt und findet innerhalb von Sekunden heraus, wozu ganze Wissenschaftsteams jahrelang nicht im Stande waren. Bei dem Versuch, sich der Fracht ebenfalls zu bemächtigen, kommt es zum Kampf zwischen dem Predator und den Menschen. Während dieses Kampfes sterben etliche der Gruppe von McKenna, und der junge Rory wird aufgrund seiner für die Predatoren wertvollen DNA entführt. McKenna und seine restlichen Leute bringen das Alienraumschiff zum Absturz und befreien Rory. Letztendlich schaffen es die einzigen beiden Überlebenden der Gruppe, Dr. Bracket und McKenna, den Predator zu töten.
Rory wird anschließend wegen seiner Begabung im Umgang mit der fremden Technologie von den Behörden eingeladen, in dem anfänglich erwähnten Forschungslabor zu arbeiten. Dort besucht ihn sein Vater McKenna, während sie gerade die mysteriöse Fracht untersuchen, auf die es der Predator wohl abgesehen hatte. Während die Wissenschaftler den Behälter untersuchen, lösen sie unbeabsichtigt einen automatisierten Vorgang aus. Der Inhalt springt auf einen der erschrockenen Wissenschaftler über und schiebt sich über diesen wie eine Art Rüstung im Stile der Predatortechnologie. Nachdem sie kurzzeitig sämtliche Anwesenden mit ihrer Laserzieleinrichtung ins Visier genommen und eingeschüchtert hat, löst sich die Rüstung wieder vom Wissenschaftler und klappt sich auf Koffergröße zusammen. Der Wissenschaftler ist unversehrt. McKennas Augen leuchten, als er erkennt, worum es sich handelt, und er äußert gegenüber den Umstehenden, dass der Anzug genau seine Größe zu haben scheint.

## Produktion

### Hintergrund und Stab
Der Film ist im selben fiktiven Universum angesiedelt wie Predator aus dem Jahr 1987. Der Schauspieler Keegan-Michael Key, der im Film in der Rolle von Coyle zu sehen ist, sagte: „Es ist keine Fortsetzung“, und ergänzte, der Film sei jedoch in dem Universum der ersten fünf Filme der Reihe angesiedelt und enthalte auch humorvolle Elemente. Die Filmmusik komponierte Henry Jackman. Der vollständige Soundtrack, der 25 Musikstücke umfasst, wurde am 14. September 2018 von Lakeshore Records veröffentlicht.

### Besetzung und Dreharbeiten
Die australische Schauspielerin Yvonne Strahovski spielt Emily, Olivia Munn übernahm die Rolle von Casey Bracket und Boyd Holbrook die Rolle von Quinn McKenna. Anfang Januar 2017 wurde die Mitwirkung von Trevante Rhodes bekannt. Rhodes spielt im Film Williams, den besten Freund von Holbrooks Figur. In weiteren Rollen sind Thomas Jane, Sterling K. Brown, Jacob Tremblay, Kyle Strauts, Paul Lazenby und Alfie Allen zu sehen. In Predator – Upgrade nicht mit dabei ist hingegen Arnold Schwarzenegger, der Star des ersten Teils der Reihe. Als Begründung führte Regisseur Shane Black die Entscheidung des zuständigen Studios an, auf einen sich entwickelnden Cast zu setzen. Zudem sei Schwarzenegger in andere Projekte eingespannt gewesen.
Die Dreharbeiten haben am 20. Februar 2017 begonnen. Der Film wurde in der kanadischen Stadt Vancouver in British Columbia gedreht, unter anderem auf dem Gelände der Sir Charles Kingsford-Smith Elementary School. Am 2. Juni 2017 wurden die Dreharbeiten beendet. Als Kameramann fungierte Larry Fong.
Black und Fong hatten bereits während der Dreharbeiten immer wieder erklärt, dass sie bei ihrer Predator-Neuauflage konsequent auf handgemachte Effekte zurückgreifen und den Einsatz von computergenerierten Bildern so gering wie möglich halten wollen. Shane Black hatte auch bestätigt, dass der Schauspieler, der den titelgebenden Predator darstellt, ein Kostüm trägt und nicht am Computer animiert wurde.

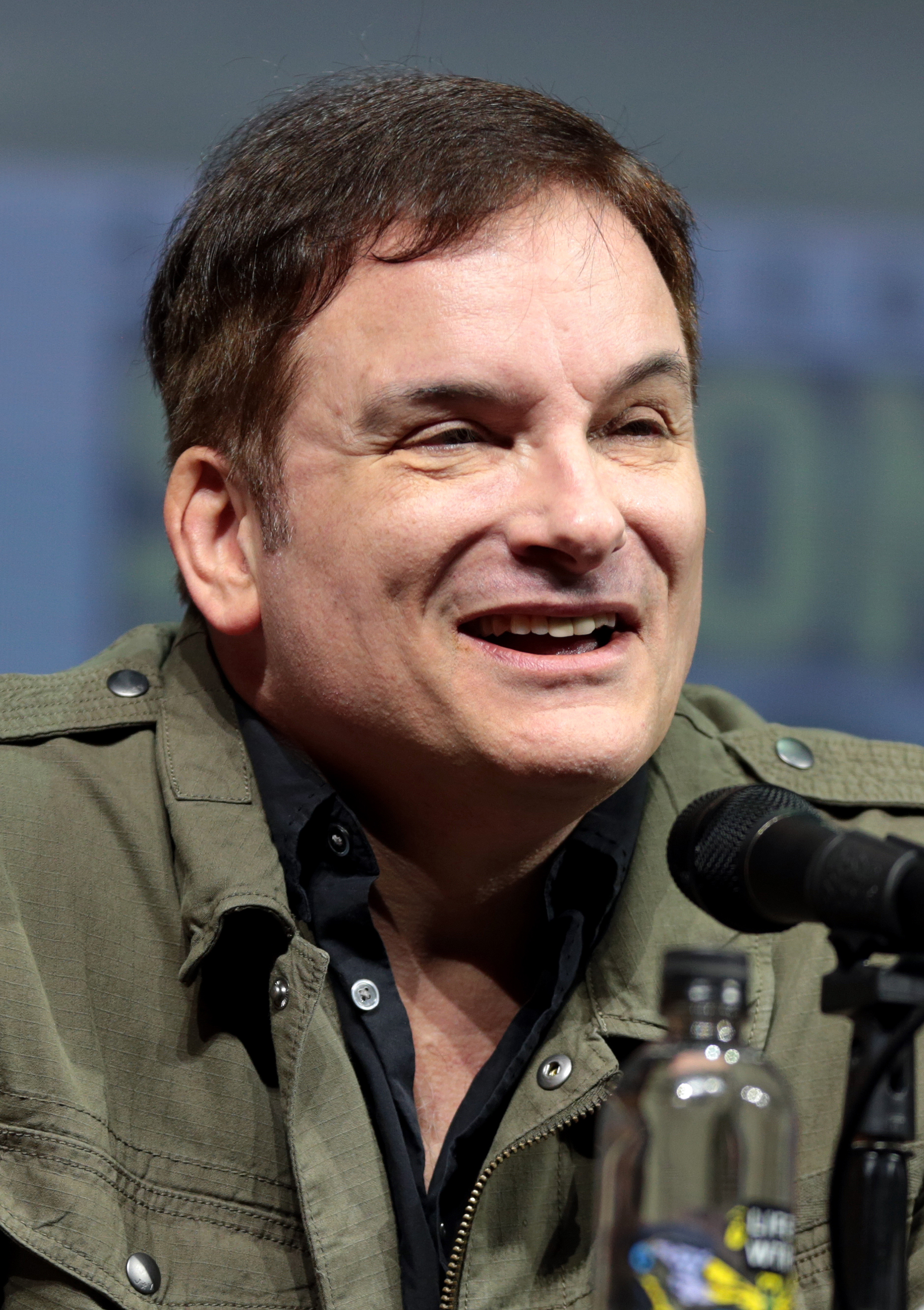
Shane Black führte Regie
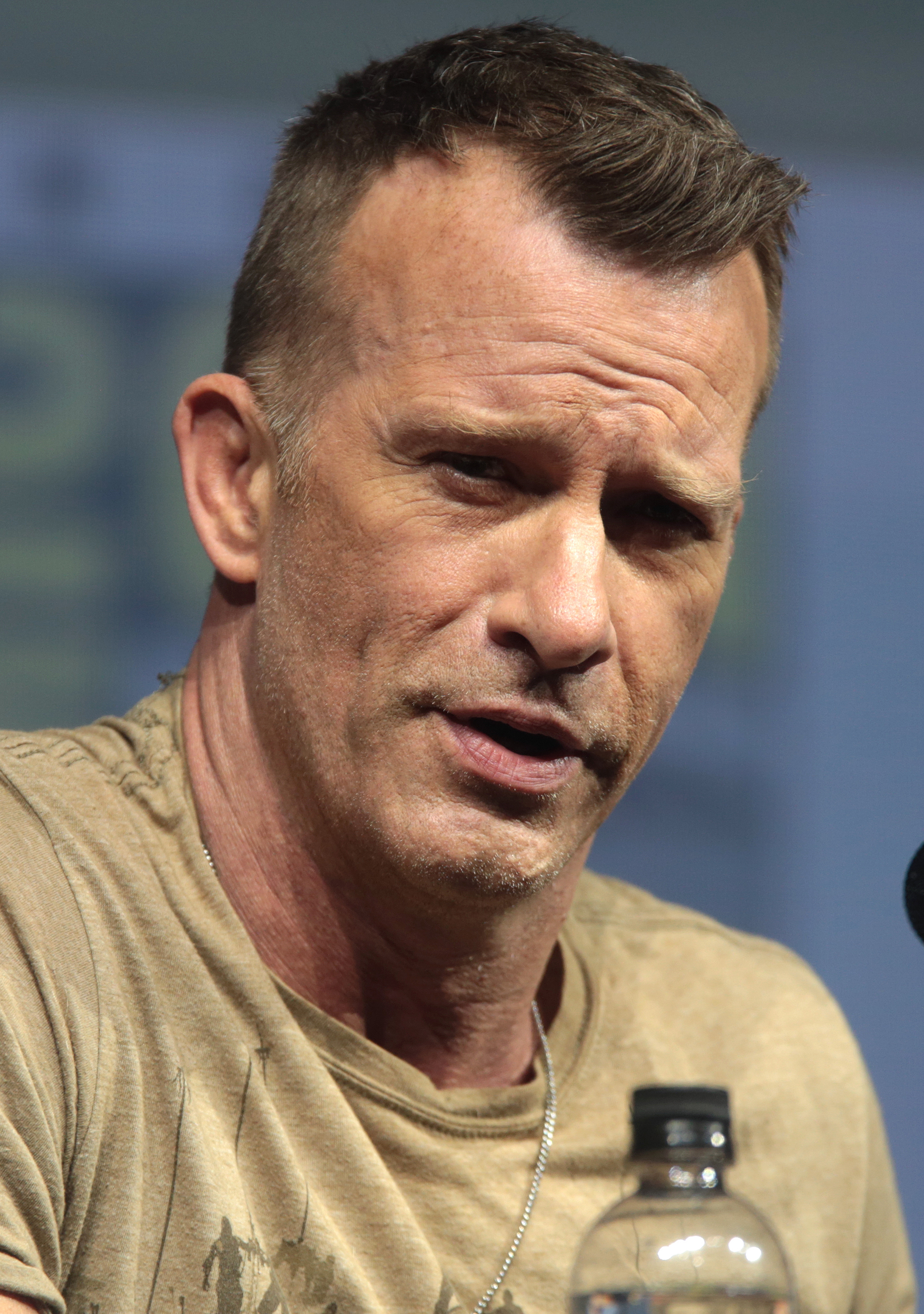
Thomas Jane spielt Baxley
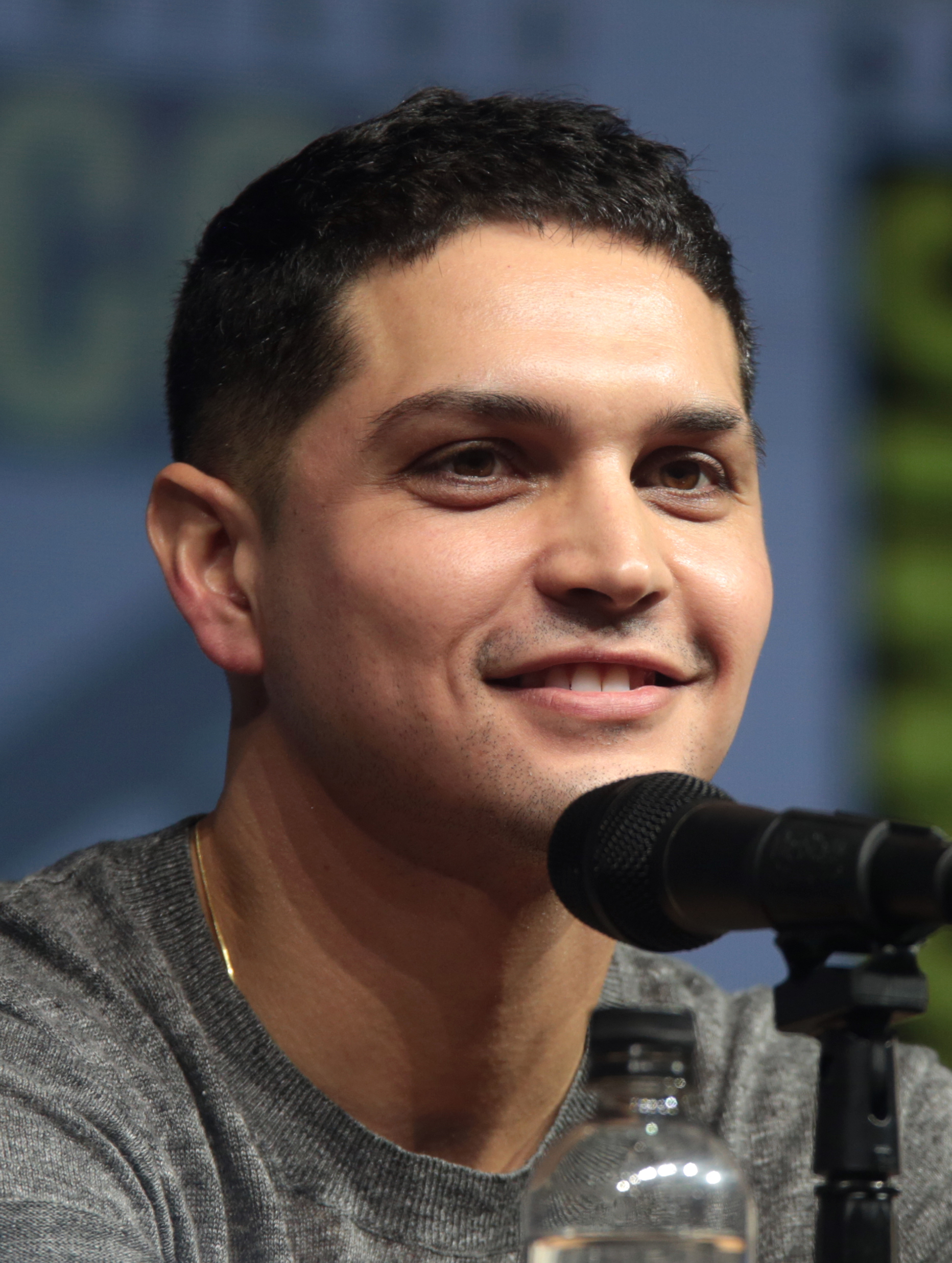
Augusto Aguilera spielt Nettles
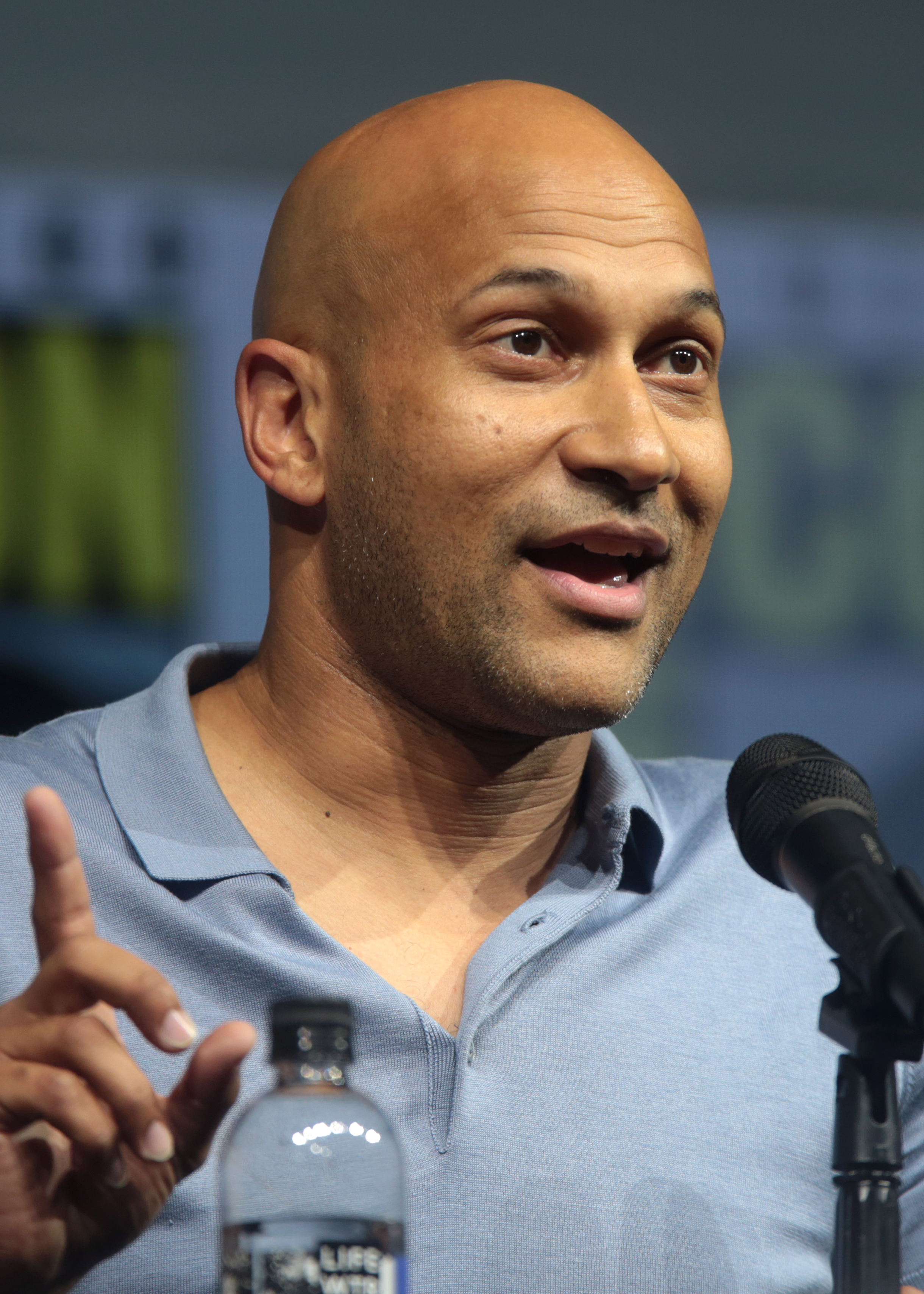
Keegan-Michael Key spielt Coyle
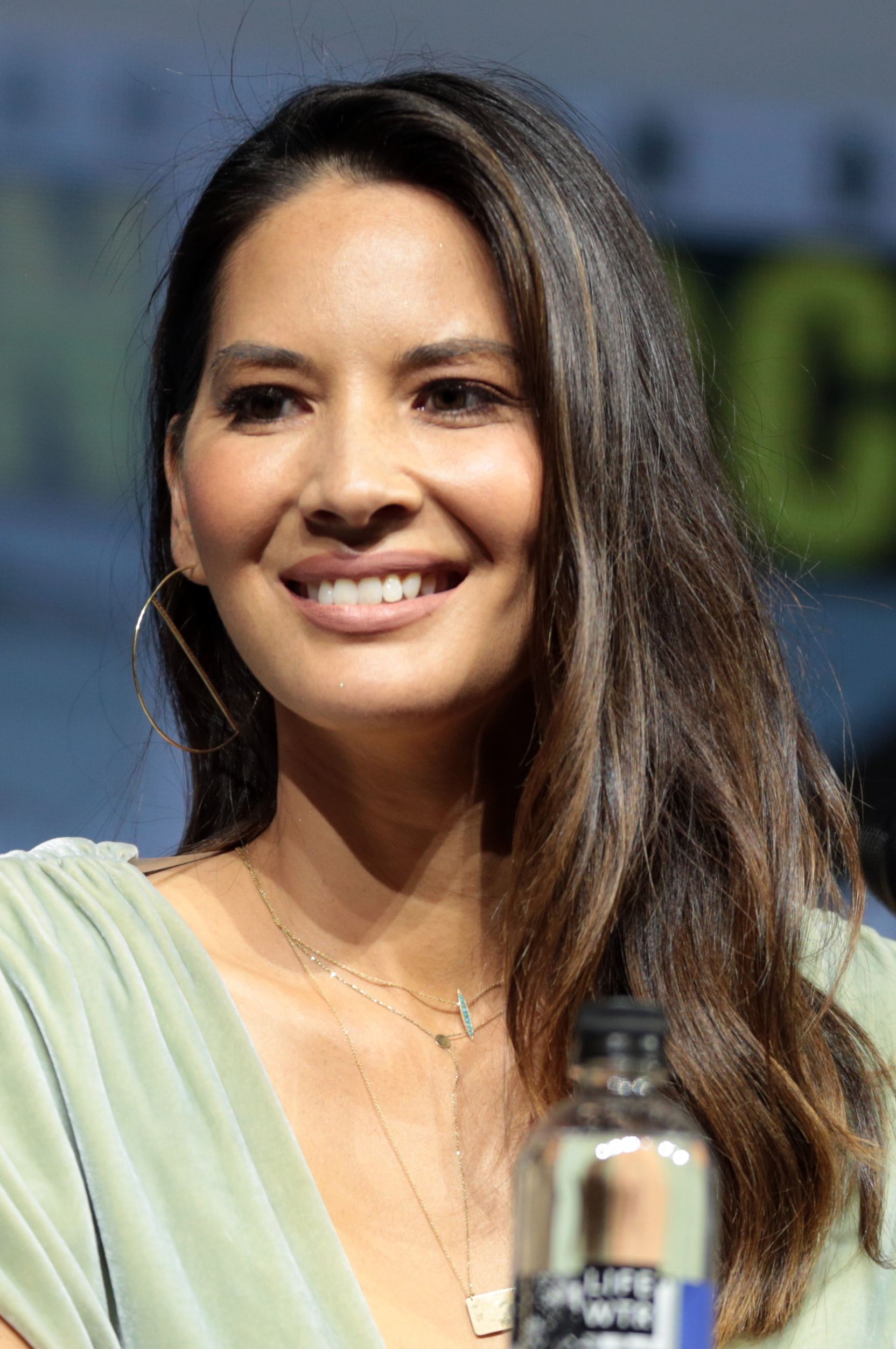
Olivia Munn spielt Casey Bracket
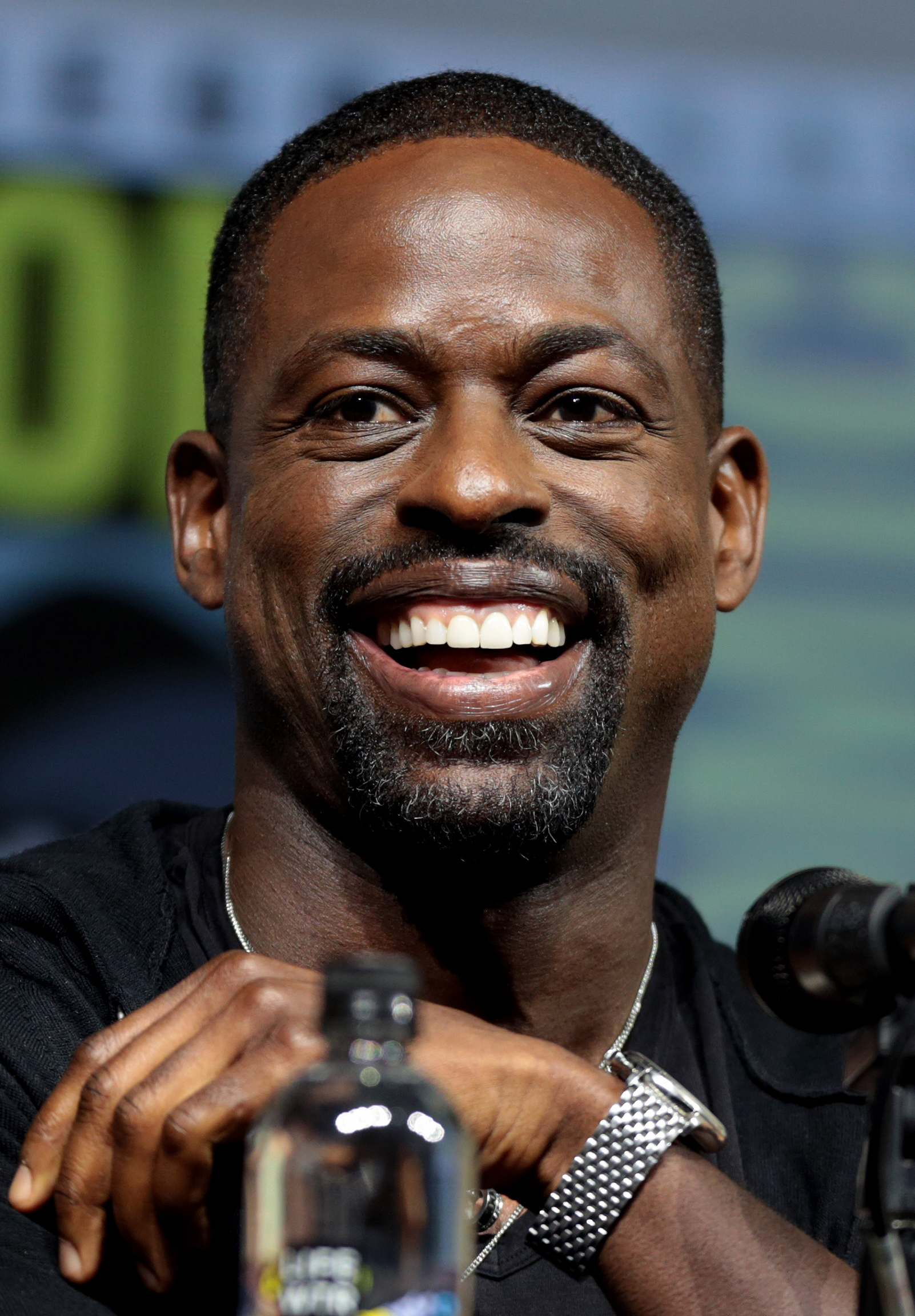
Sterling K. Brown spielt Will Traeger

### Marketing und Veröffentlichung
Im Mai 2018 wurde ein erster offizieller deutscher Trailer vorgestellt. Ab 6. September 2018 erfolgten Vorstellungen des Films beim Toronto International Film Festival, wo er in der Sektion Midnight Madness gezeigt wurde und hier seine Weltpremiere feierte. Der Kinostart in Deutschland erfolgte am 13. September 2018 und am 14. September 2018 kam der Film in die US-amerikanischen Kinos.

## Rezeption

### Altersfreigabe
In Deutschland wurde der Film von der FSK ab 16 Jahren freigegeben. In der Freigabebegründung heißt es: „Der Film ist rasant inszeniert und enthält zahlreiche Kampfszenen und Feuergefechte. Dabei gibt es immer wieder auch drastische Gewaltmomente. Jugendliche ab 16 Jahren sind fähig, diese comichaften, an Computerspiele erinnernden Szenen als Teil einer vollkommenen irrealen Science-Fiction-Geschichte zu erkennen und eine entsprechende emotionale Distanz zu wahren. Irritationen oder desorientierende Vorbildwirkungen lassen sich daher bei dieser Altersgruppe ausschließen.“

### Kritiken
Die Filmkritikerin Antje Wessels erklärt, für Predator – Upgrade „bediene sich [Shane] Black derart selbstverständlich vermeintlich abgegriffener Motive, auf die andere Filmemacher von heute nicht mehr zurückgreifen würden, aus Angst, ihr Publikum zu verprellen. […] Mit einer unübersehbaren Macho-Attitüde lasse er Blut und Gedärme nur so spritzen und setze in den entscheidenden Momenten aber auch auf so viel hemmungslosen Kitsch und Pathos, […] dass wohl kaum einer diesen Film ernst nehmen würde, würden ihn die Verantwortlichen mit einer Meta-Mentalität à la Deadpool vortragen. […] Das würde aufgesetzt wirken. […] Black dagegen zelebriere den Eighties-Verve mit angenehmer Ernsthaftigkeit, […] indem er nicht bemüht in Richtung des kalkulierten Skandals schiele, sondern sich einfach nur von all den einengenden Blockbuster-Auflagen befreit […].“

### Einspielergebnis
In Nordamerika stieg Predator – Upgrade auf Platz eins der Kinocharts ein, blieb mit einem Einspielergebnis von 24 Millionen US-Dollar aber hinter den Erwartungen zurück. Die weltweiten Einnahmen aus Kinovorführungen belaufen sich bislang auf 160,5 Millionen US-Dollar. In Deutschland landete der Film nach seinem Start auf Platz 1 der Kinocharts und verzeichnete in 2018 insgesamt 220.395 Besucher.

## Synchronisation
Die deutsche Synchronisation entstand nach der Dialogregie von Tobias Meister.
| Darsteller         | Synchronsprecher    | Rolle             |
| ------------------ | ------------------- | ----------------- |
| Boyd Holbrook      | Dennis Schmidt-Foß  | Quinn McKenna     |
| Trevante Rhodes    | Charles Rettinghaus | Nebraska Williams |
| Keegan-Michael Key | Martin Kautz        | Coyle             |
| Olivia Munn        | Ursula Hugo         | Casey Bracket     |
| Jacob Tremblay     | Manik Gaschina      | Rory McKenna      |
| Sterling K. Brown  | Oliver Siebeck      | Will Traeger      |
| Thomas Jane        | Thomas Nero Wolff   | Baxley            |
| Alfie Allen        | Roman Wolko         | Lynch             |
| Augusto Aguilera   | Nico Sablik         | Nettles           |
| Jake Busey         | Dirk Bublies        | Sean Keyes        |
| Yvonne Strahovski  | Sonja Spuhl         | Emily McKenna     |
| Peter Shinkoda     | Timmo Niesner       | Dr. Yamada        |
| Mike Dopud         | Sven Brieger        | Dupree            |
| Lochlyn Munro      | Tobias Meister      | Lt. General Marks |
| Niall Matter       | Jaron Löwenberg     | Sapir             |

## Prequel
Mit Prey erschien im Jahr 2022 ein Prequel der Filmreihe.